# Schießhaus (Deensen)
Schießhaus ist ein zur Gemeinde Deensen gehörender Wald-Weiler im Landkreis Holzminden in Niedersachsen (Deutschland). Er zählt elf Wohnhäuser und 31 Einwohner.

## Geographie
Schießhaus befindet sich in Südniedersachsen im Nordteil des Mittelgebirges Solling und liegt im Quellgebiet des Hasselbachs, der ein östlicher Zufluss der Dürre Holzminde im Einzugsgebiet der Weser ist. Die Ortschaft ist von waldreichen Bergen umgeben, zum Beispiel von den maximal 414,6 m hohen Sonnenköpfen, die sich unweit westlich erheben. Schießhaus liegt auf etwa 360 bis 400 m ü. NN und besteht aus insgesamt elf Wohnhäusern.

## Geschichte
Seinen Namen verdankt der Ort Schießhaus einem Schießstand mit Holzhütte, der 1660 auf Herzogliche Weisung
für die Söhne des Adels der im Schloss Bevern wohnenden welfischen Seitenlinie errichtet wurde. Aufgrund der Wilderei ordnete 1721 der Herzog den Bau eines massiven Wildwächterhauses an, das 1722 von dem Forstbediensteten Siegmund Steimel bezogen wurde. 1812 wurde es durch ein größeres ersetzt, das durch eine hohe Schutzmauer mit Schießscharten umgeben war. 1951 wurde das Forstamt aufgelöst und das Revier dem Nachbarforstamt Holzminden angegliedert.
Eine im Wald stehende Glashütte gab dem Ort im 18. Jahrhundert für einige Zeit eine entsprechende wirtschaftliche Bedeutung. 1775 kamen zwei weitere Häuser für die Arbeiter der Glashütte in Schorborn und Mühlenberg hinzu. Um 1860 kam eine Gastwirtschaft („Zum grünen Jäger“) hinzu, die 1880 um einen Saal erweitert und 1960 geschlossen wurde.
Im Jahr 1951 wurde Schießhaus mit dem „Forstamt Holzminden II“ verbunden und der Ort wurde Sitz einer Revierförsterei. Im selben Jahr erhielt es elektrischen Strom, eine allgemeine Wasserleitung erst 1962.

## Tourismus

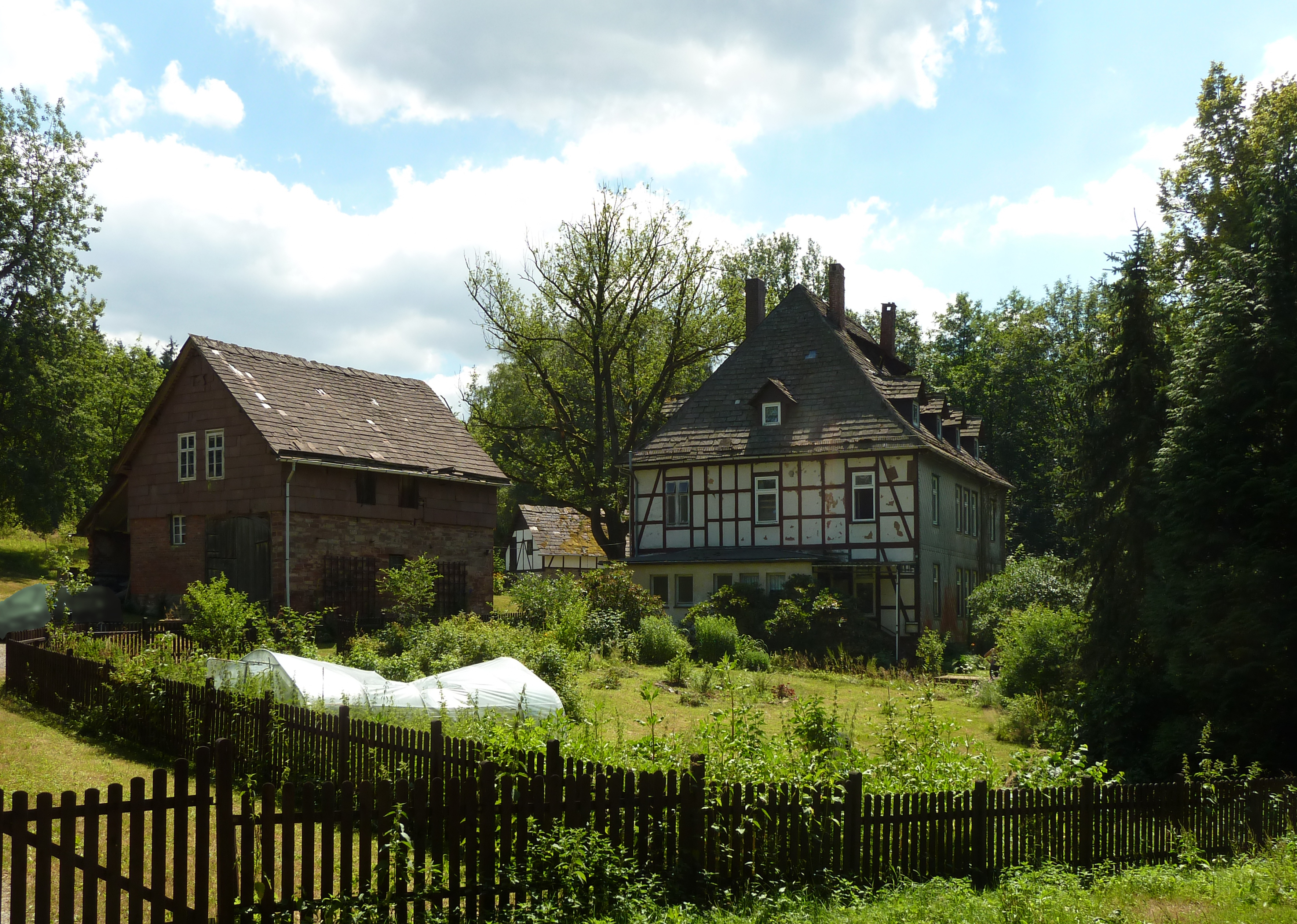
Waldmühle

In der zweiten Hälfte des 20. Jahrhunderts war lange Zeit eine Gaststätte und Pension („Zur Waldmühle“) im Schießhäuser Tal Anziehungs- und Ausgangspunkt für Urlauber, Besucher und Wanderer. Eine Vielzahl von Wanderwegen zwischen Holzminden, Mühlenberg, Neuhaus, Silberborn, Hellental, Schorborn und Bevern bietet Naturerlebnisse in der wald- und wildreichen Umgebung.

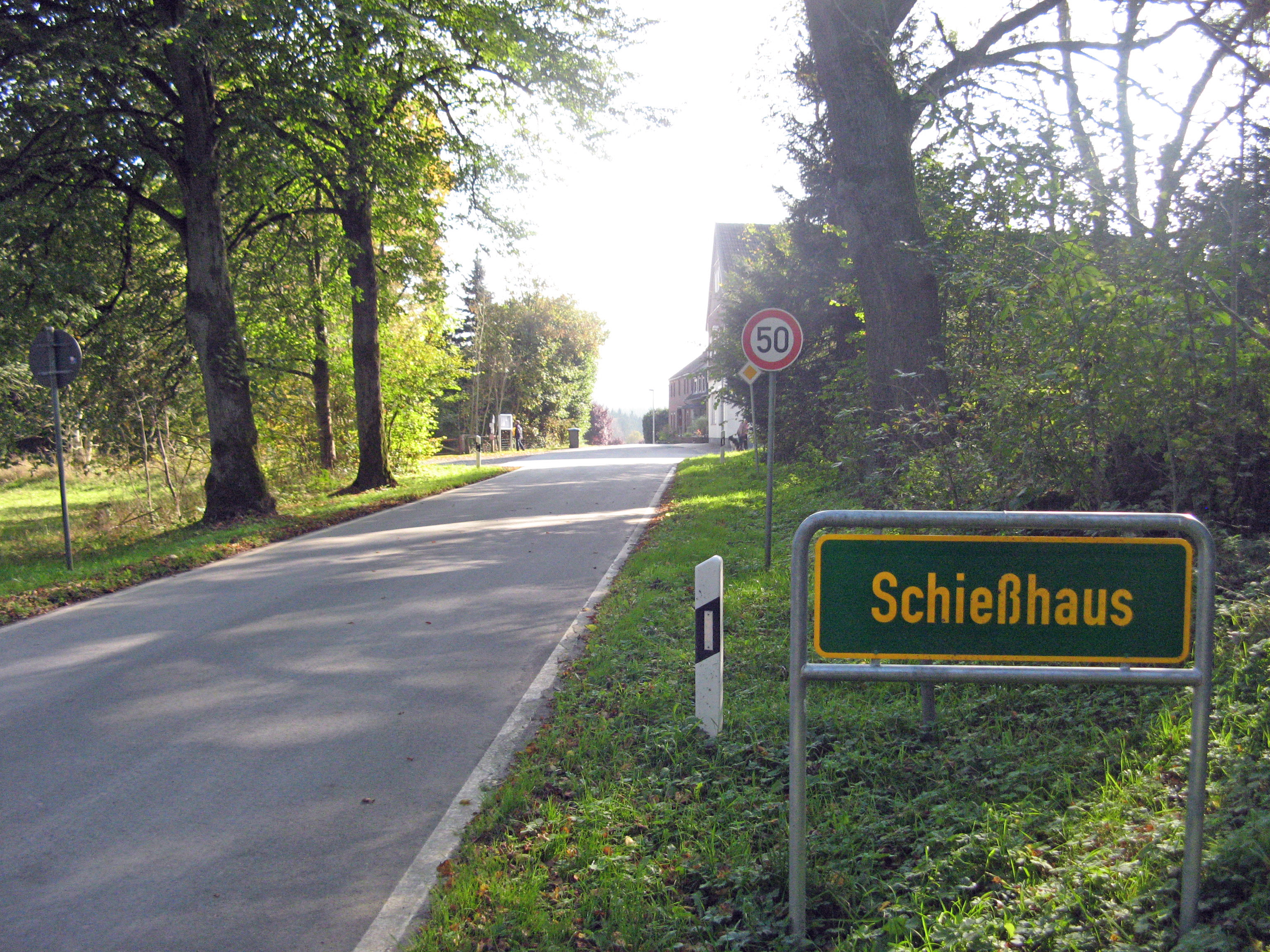
Ortsschild Schießhaus
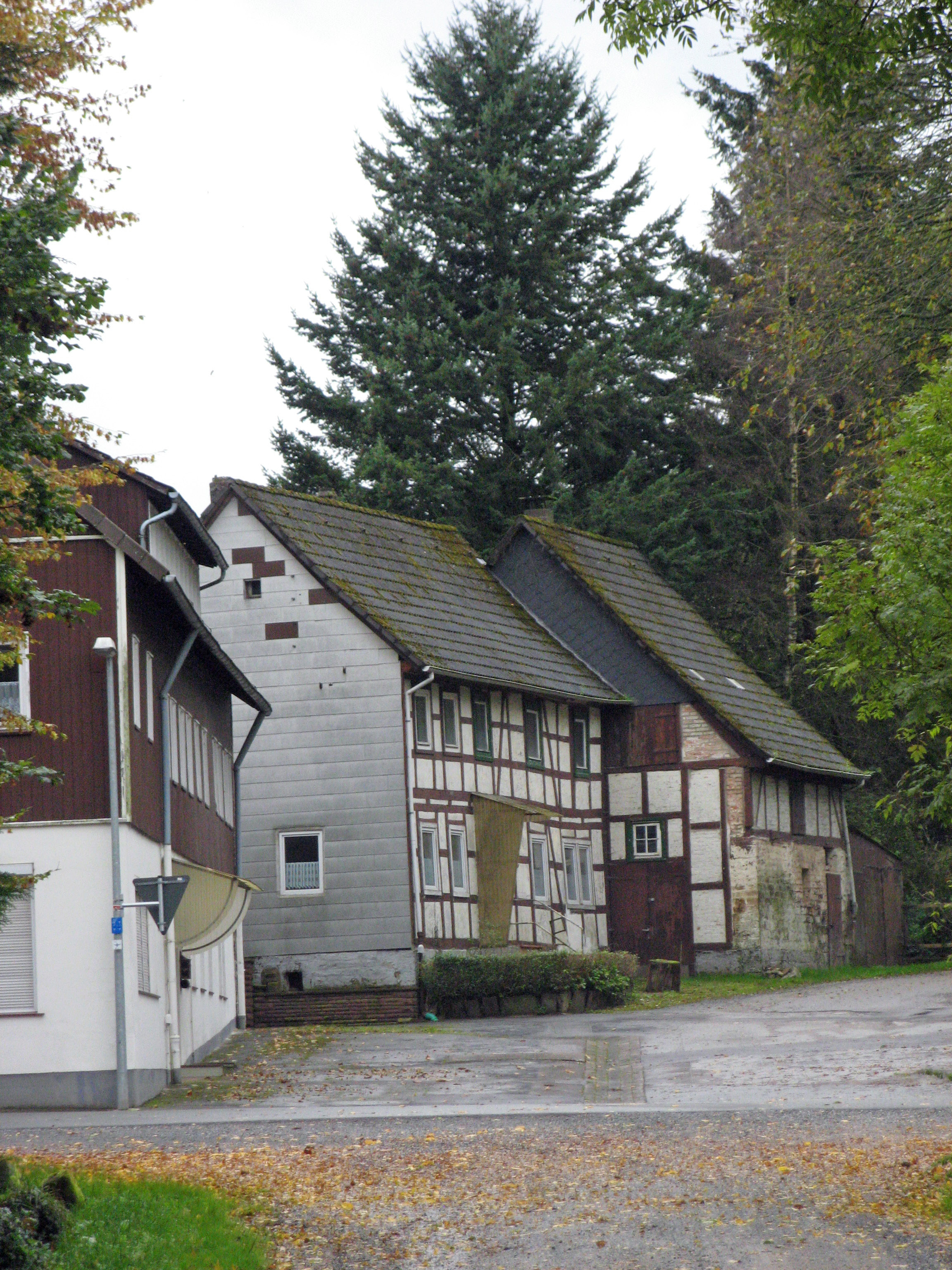
Ortsmitte Schießhaus
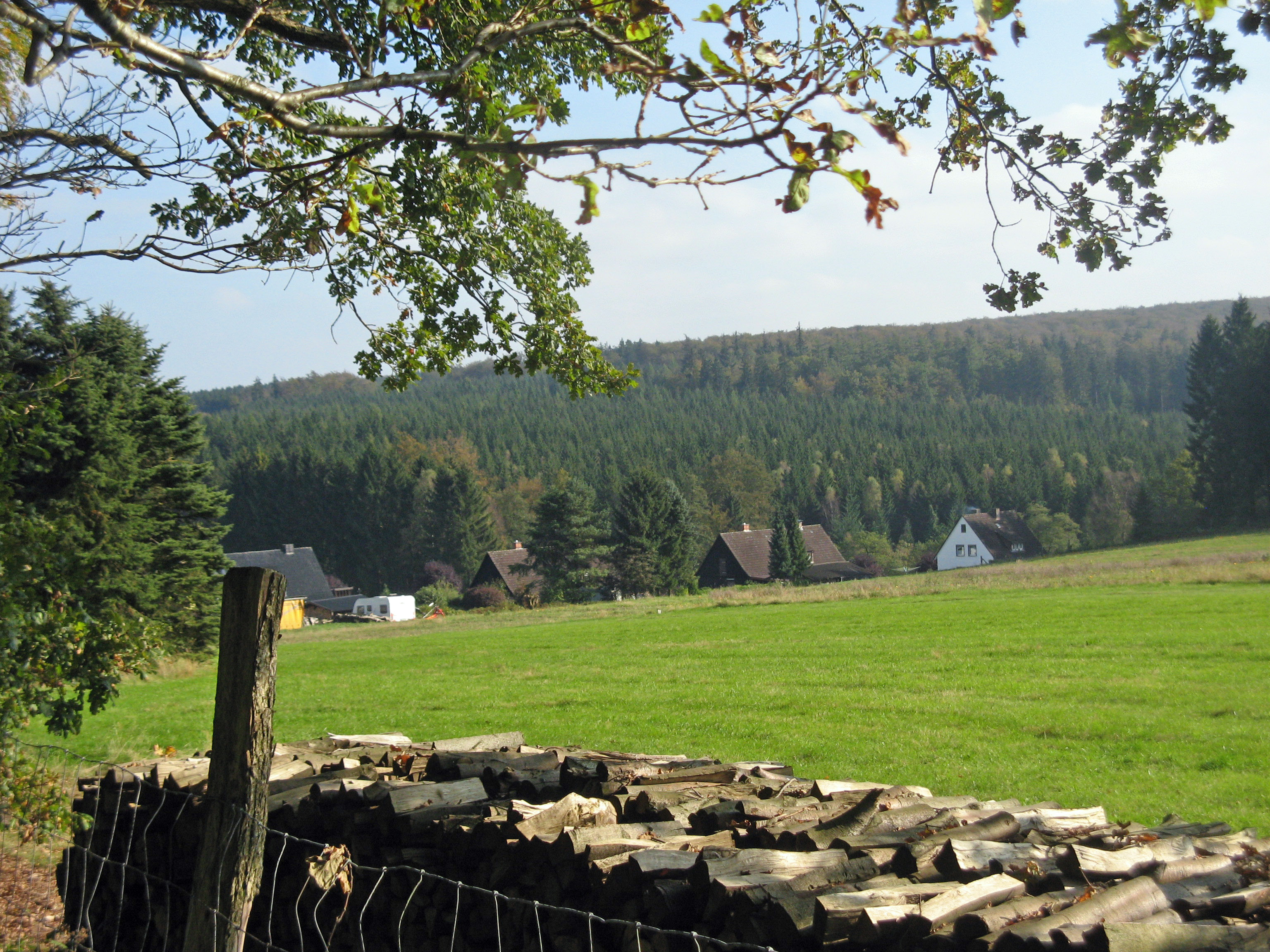
Blick vom Waldrand auf Schießhaus – „Alte Einbecker“
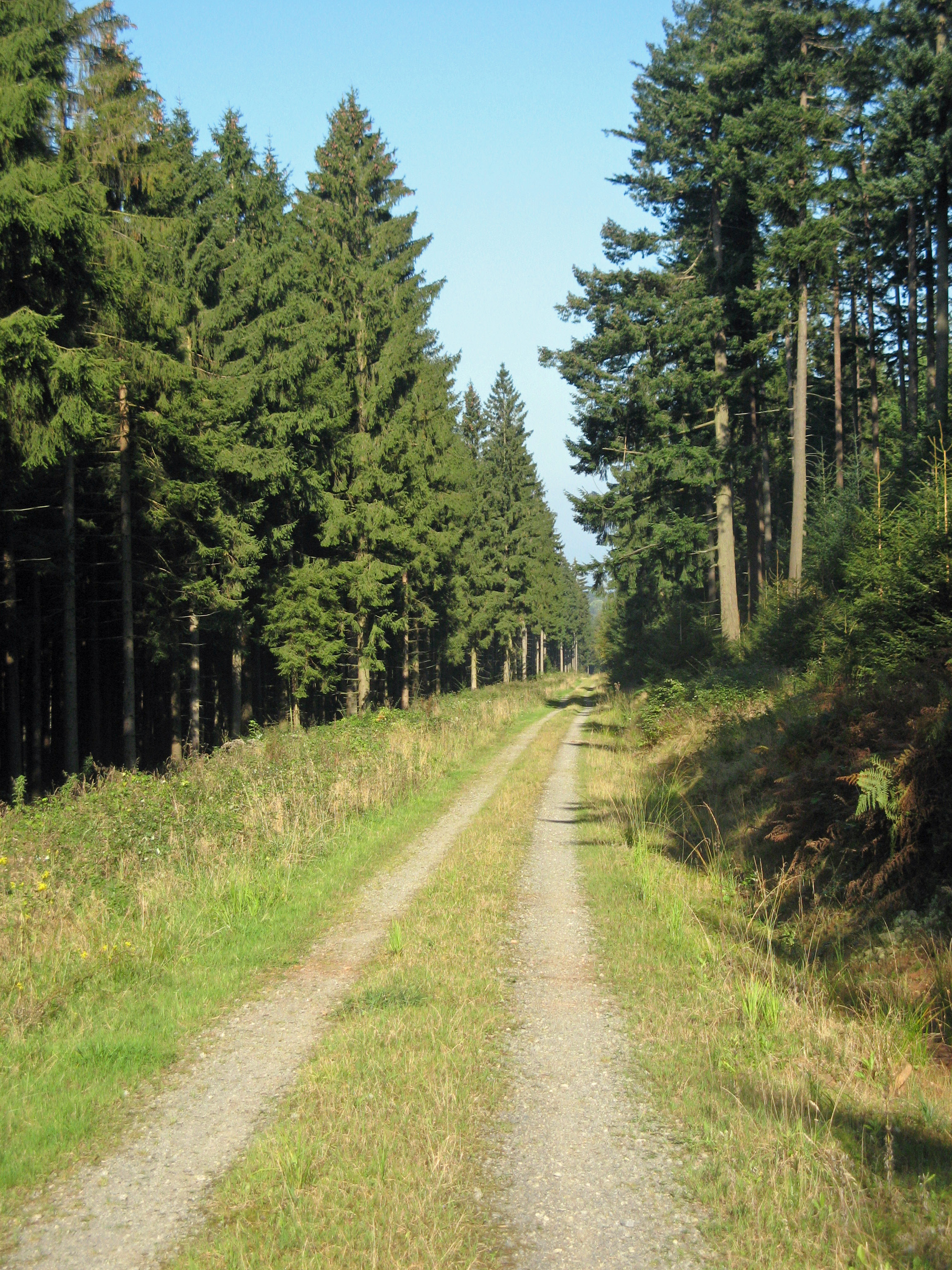
Hundebruch-Hangweg